# Longe
Pour les articles homonymes, voir Longe (homonymie).
Une longe désigne d'abord une forte corde destinée à tenir attaché (à un poteau, à l'anneau d'un mur, dans une écurie ou une étable) ou mener un cheval, une vache, un âne, etc..
Par extension, la longe dédiée alors à la sécurité d'un utilisateur est un équipement de protection individuelle pour les activités de type escalade, spéléologie, via ferrata, accrobranche ou les travaux acrobatiques. Elle est constituée d'un lien (corde, sangle) accroché à une extrémité à un cuissard, harnais ou baudrier, à l'autre extrémité à un mousqueton. En spéléologie, escalade, etc., elles doivent être suffisamment courtes (75 cm maximum) pour que l'on puisse toujours atteindre les mousquetons à bout de bras afin de s'en servir comme poignées.
Dans certaines activités, on utilise classiquement deux longes (asymétriques en spéléologie ou escalade, et symétriques en via ferrata) de sorte à rester assuré par une longe lorsque l'on détache l'autre d'un point d'assurance.

## Longes d'équitation

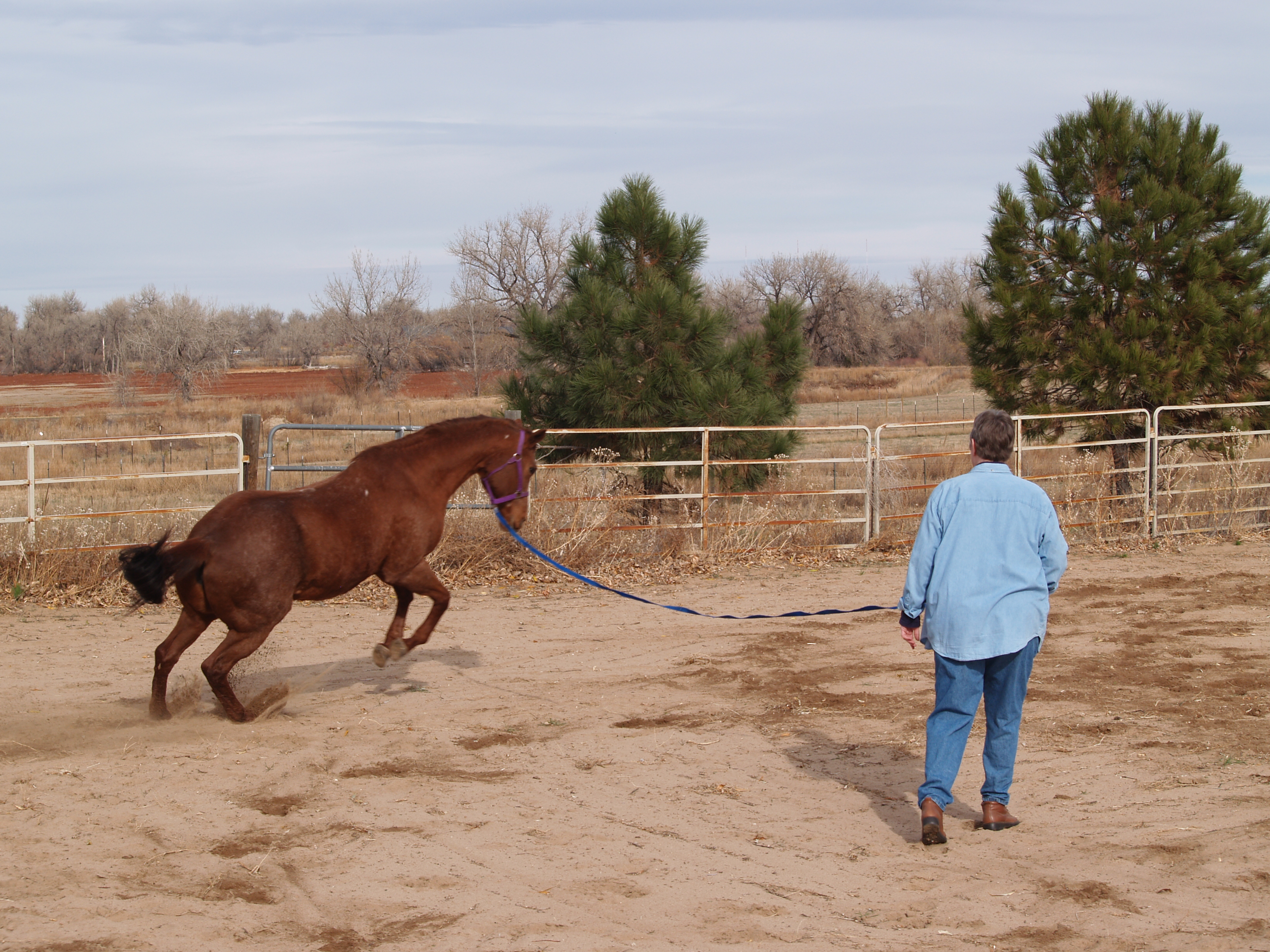
Longe d'équitation éthologique utilisée pour le travail du cheval dans un grand cercle.

Les longes en équitation sont de deux type selon l'objectif et se fixent au licol.

### Longe de promenade
La longe de promenade nommée aussi longe d'attache ou longe traditionnelle est utilisée pour attacher le cheval à un point fixe ou pour maintenir le cheval en place. Sa longueur est en général de 2 m.

### Longe de travail
La longe de travail nommée aussi longe éthologique est utilisée pour tenir le cheval en déplacement circulaire, en général dans un grand cercle. Sa longueur est alors de 8 à 10 m.

## Longe de progression

### Longe de via ferrata

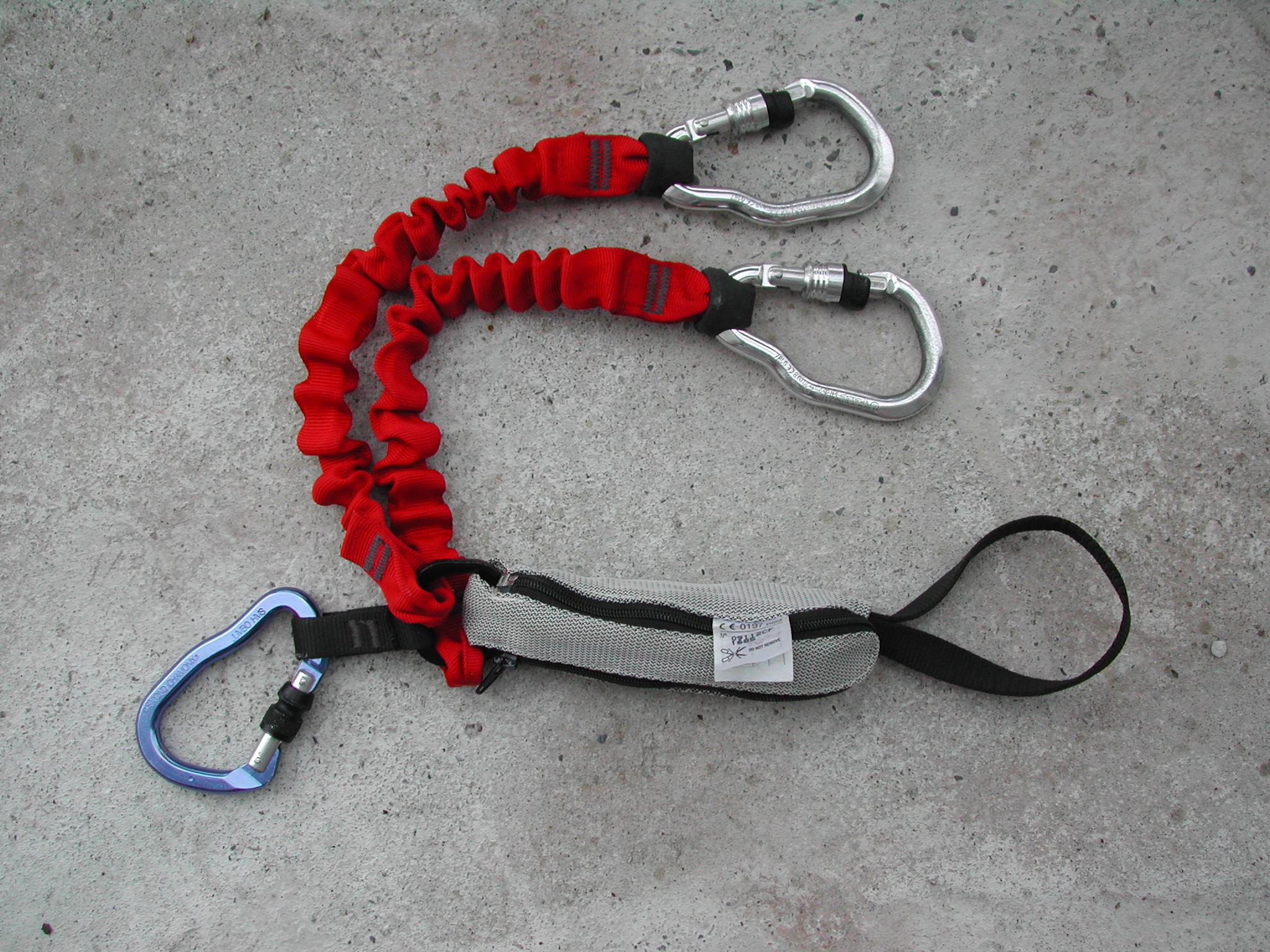
Longe de via ferrata Petzl de type Scorpio avec absorbeur d'énergie à rupture progressive.

Une longe de via ferrata est composée de deux sangles reliées à un absorbeur d'énergie (longe en Y) relié au baudrier. Les deux sangles se terminent par des mousquetons qui permettent de rester constamment accroché au câble (ligne de vie). Les longes utilisées en via ferrata par un grimpeur de 40 à 120 kg doivent respecter la norme EN 958. Les deux connecteurs doivent respecter la norme EN 12275 class K.
L'intérêt de l'absorbeur de choc est d'encaisser le choc en cas de chute brutale. Effectivement, la force du choc transmis au baudrier, puis au grimpeur, dépend du « facteur de chute », c'est-à-dire du rapport entre la hauteur de chute et la longueur de la longe. Un facteur de chute 2 (ce qui est le maximum admissible sur un ancrage fixe) peut briser les équipements tels que baudrier, corde, ancrage, et surtout les os du grimpeur (même si la hauteur de chute elle-même est faible, de l'ordre du mètre).
En via ferrata, le facteur de chute peut facilement dépasser 2, par exemple lors d'une chute où le grimpeur est longé sur un câble. L'absorbeur de choc est donc un élément indispensable de la longe de via ferrata. Il peut être composé d'une sangle cousue sur elle-même par des fils qui se rompent au fur et à mesure, ou d'une corde passée dans un ralentisseur,.

### Longe de spéléologie

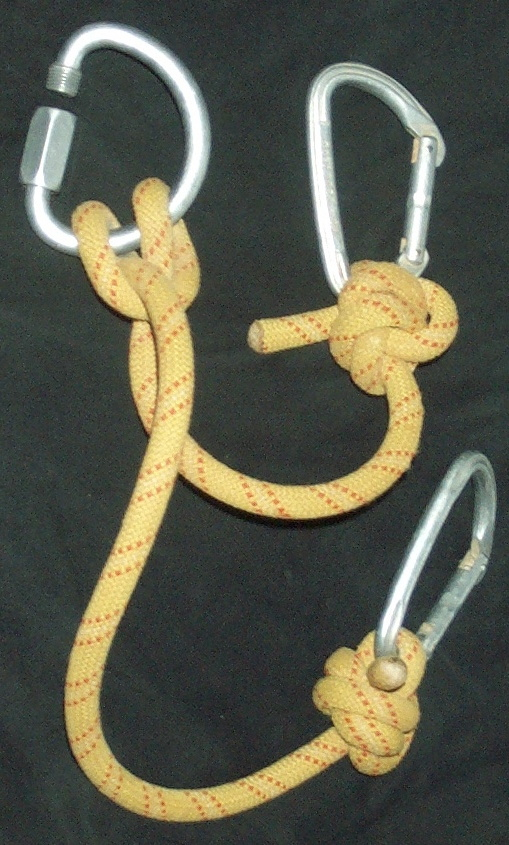
Longe de spéléologie.

Une longe de spéléologie ou longe double de progression est conçue pour sécuriser la progression sur corde. Elle est composée d'un brin long de 60 cm pour connecter le bloqueur-poignée de remontée sur corde statique et un brin court de 30 cm utilisé pour se longer lors de passages de fractionnement ou de main-courante. Elle est constituée d'un brin de corde dynamique pour amortir les chocs éventuels, fixée au mousqueton demi-rond à vis de ceinture (MAVC) fixé lui-même au baudrier, et de deux mousquetons à doigt sans verrouillage à chaque extrémité ; ce qui la diffère d'une longe d'escalade à mousquetons à vis. Ce dispositif doit être changé assez souvent pour s'assurer qu'il aura toujours une efficacité maximum.

### Longe d'escalade

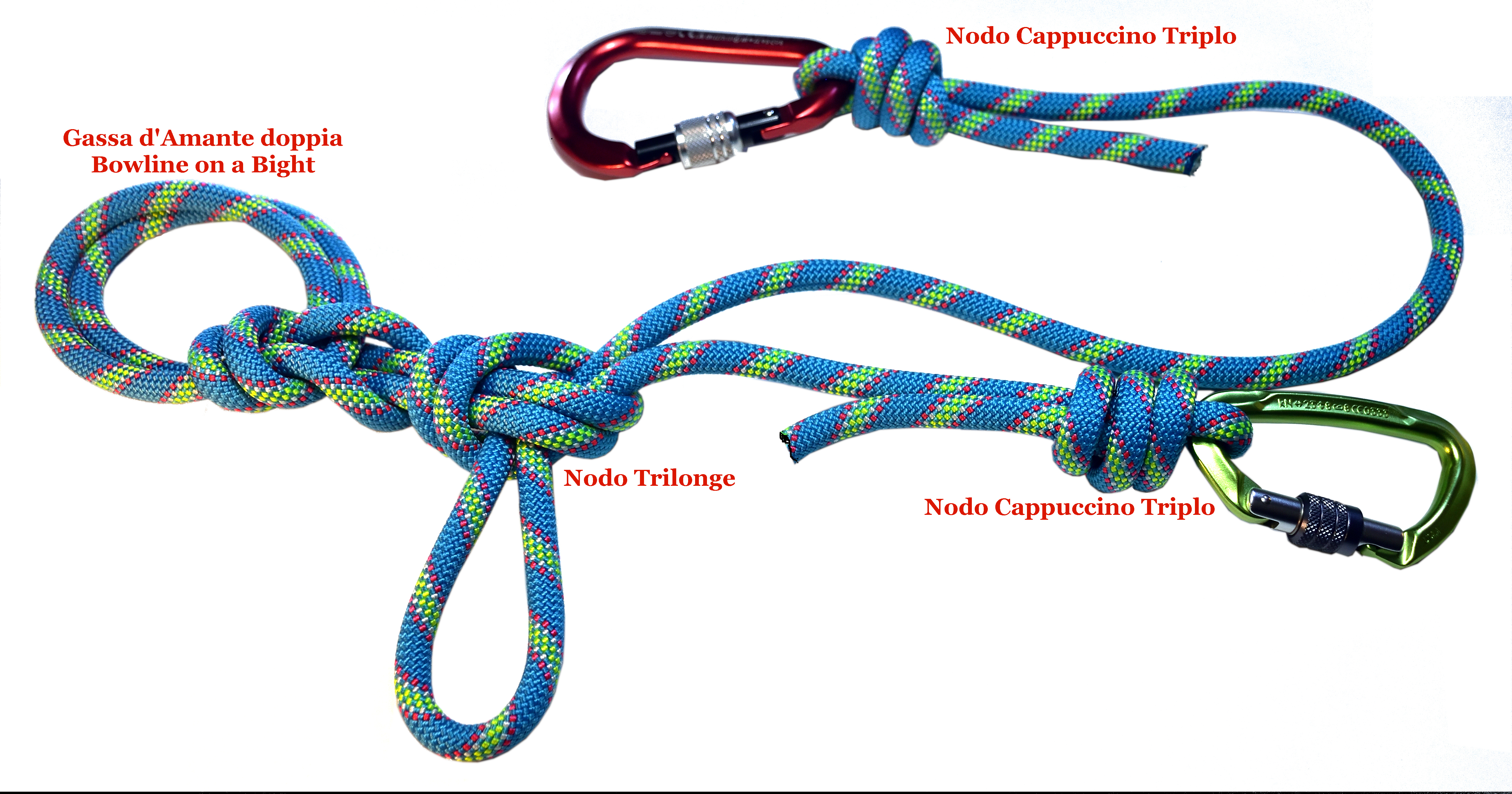
Longe ou vache double à fixer au pontet du harnais, confectionnée à partir d'un bout de corde dynamique et deux mousquetons de sécurité.

En escalade ou en alpinisme, les longes d'auto-assurage et l'action de se longer au relais sont nommées couramment vaches et se vacher. Ces longes en corde dynamique doivent respecter la norme de sécurité et d'essai EN 17520. En falaise, on utilise classiquement une longe simple afin de réaliser l'auto-assurage au relais lors de la manipulation du haut de voie après une escalade en tête. En grande voie et en alpinisme, il est possible d'utiliser une double longe asymétrique afin bénéficier d'un brin court ou long au choix pour se positionner au mieux sur le relais. La longe double est aussi utile pour fixer le descendeur au dessus de l'auto-blocant, sans qu'ils ne se gênent, et ainsi faciliter et sécuriser les descentes en rappel.
En alpinisme en particulier, il faut différencier l'utilisation des longes réalisées en corde dynamique de celles réalisées avec des anneaux de sangle statique. Les longes dynamiques doivent résister à une chute en facteur 2, ce qui représente une chute avec la longe tendue au dessus du relais. Celles constituées d'anneaux de sangle statique ou d'échelle de sangle type daisy chain peuvent dans certains cas casser lors d'une simple chute en facteur 0,3 soit une chute d'environ 20 cm, avec un risque majeur d'arrachement du relais.Par conséquent, les longes en sangle statique doivent impérativement êtres maintenues en tension permanente vers le bas.

## Longe de sécurité au travail
Différentes longes sont conçues spécifiquement pour différentes activités professionnels tels l'élagage, le travail en hauteur ou encore l'hélitreuillage.